# 1022식 레이더
1022식 레이더는 냉전을 대표했던 영국 해군의 해상 레이더다. 1978년부터 군함에 실전배치됐다. 영국은 감시 및 표적 식별 레이더로 분류하고 있으며, 외양은 OPS-14나 AN/SPS-49같은 대공 레이더와 비슷하나, STIR-240, 
STIR-180와 포지션이 유사한 역할을 수행한다.

## 제원
- 이름: 1022식
- 개발국가: 영국
- 탐지거리: 370km (201~229NM)
- 동시추적 목표개수: ?
- 종류: 3차원 중거리 대공 레이다

## 같이 보기
- 997식 아티산 레이다
- OPS-14
- AN/SPS-39